# اولگ آخرم
اولگ آخرم (به بلاروسی: Алег Уладзіміравіч Ахрэм) (متولد ۱۲ مارس ۱۹۸۳ در گرودنو، بلاروس) بازیکن والیبال اهل بلاروس با تابعیت لهستانی است.
اولگ در حال حاضر عضو تیم ملی والیبال بلاروس و باشگاه رسوویا است.

## دست آورد ها

### لیگ قهرمانان والیبال اروپا
- ۲۰۰۸-۰۹ - با ایراکلیس تسالونیکی
- ۱۵–۲۰۱۴ - با آسیکو رسوویا ژشوف

### جام کنفدراسیون والیبال اروپا
- ۲۰۱۱/۲۰۱۲ - با آسیکو رسوویا ژشوف